# ليو ويسترمان

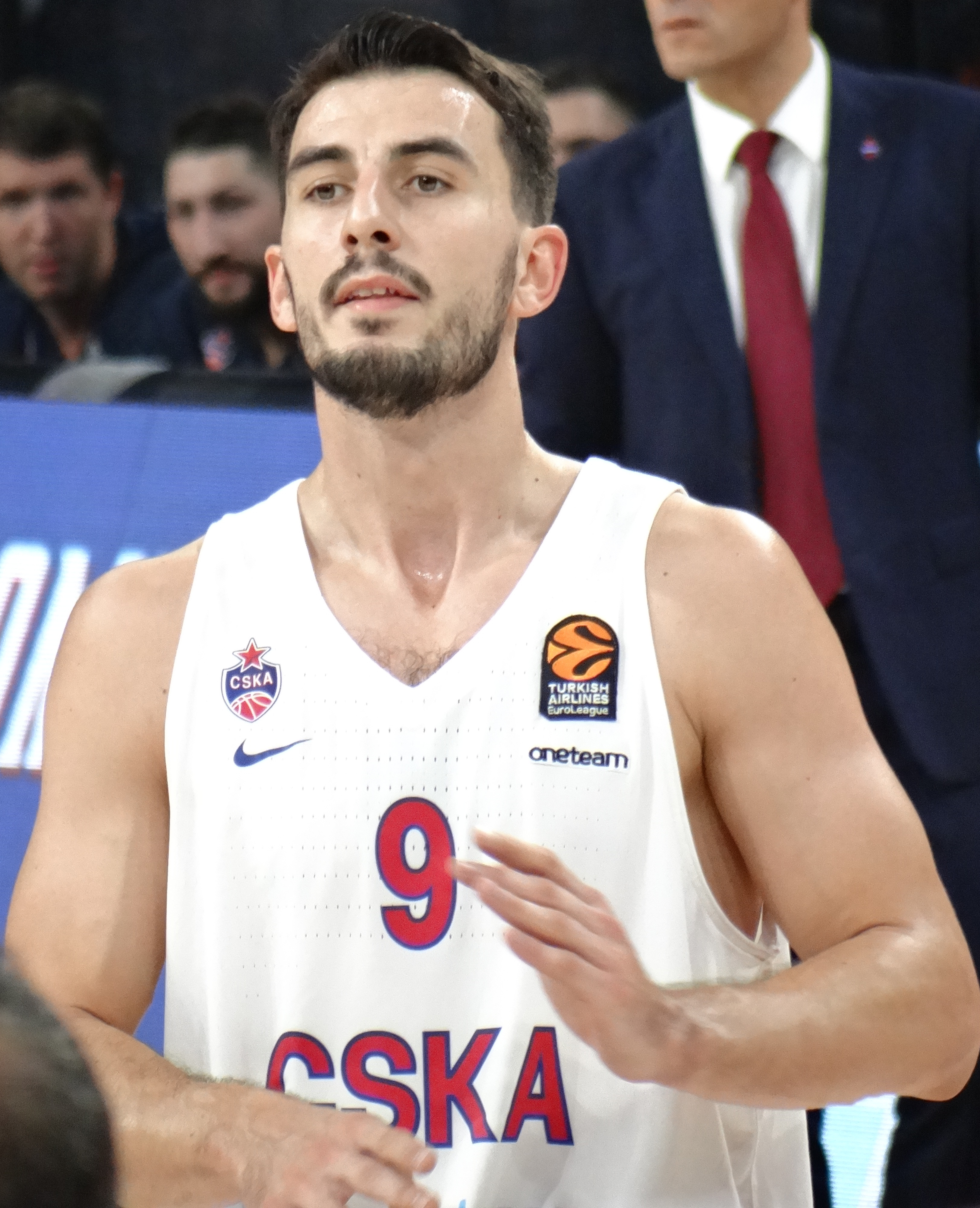
2017

ليو ويسترمان (بالفرنسية: Léo Westermann)‏ مواليد 24 يوليو 1992 في هاغويناو، فرنسا، هو لاعب كرة سلة فرنسي. بدأ مسيرته الاحترافية في سنة 2010. يحمل الرقم 9.

## المسيرة الاحترافية
لعب مع أسفيل باسكت في الدوري الفرنسي من سنة 2010 إلى 2012، ثم لعب مع نادي بارتيزان لكرة السلة من سنة 2012 إلى 2014، ثم لعب مع ليموج سي إس بي في الدوري الفرنسي من سنة 2014 إلى 2016، ثم لعب مع زالغيريس لكرة السلة في سنة 2016.

## إحصائيات المسيرة

### الدوري الأوروبي
| السنة   | الفريق                   | لعب | بدأ | دقيقة | ميداني% | ثلاثية | حرة   | ارتداد | صنع | استلاب | تصدي | نقطة | أداء |
| ------- | ------------------------ | --- | --- | ----- | ------- | ------ | ----- | ------ | --- | ------ | ---- | ---- | ---- |
| 2012–13 | نادي بارتيزان لكرة السلة | 9   | 7   | 28.9  | .392    | .433   | .846  | 2.6    | 4.1 | .3     | .0   | 9.6  | 6.6  |
| 2013–14 | نادي بارتيزان لكرة السلة | 5   | 5   | 27.1  | .344    | .385   | 1.000 | 1.4    | 2.2 | .4     | .0   | 7.0  | 3.8  |
| 2014–15 | ليموج سي إس بي           | 10  | 10  | 23.4  | .370    | .368   | .900  | 2.3    | 4.3 | 1.7    | .1   | 7.7  | 8.3  |
| المسيرة |                          | 24  | 22  | 26.3  | .375    | .395   | .903  | 2.2    | 3.8 | .9     | .0   | 8.2  | 6.7  |

## روابط خارجية
- ليو ويسترمان على موقع الاتحاد الدولي لكرة السلة (الإنجليزية)
- ليو ويسترمان على موقع الدوري الأوروبي لكرة السلة (الإنجليزية)
- ليو ويسترمان على موقع الدوري الإسباني لكرة السلة (الإسبانية)
- ليو ويسترمان على موقع كرة السلة الأوروبية.كوم (الإنجليزية)
- ليو ويسترمان على موقع DraftExpress.com (الإنجليزية)
- ليو ويسترمان على موقع ريلجم (الإنجليزية)
- ليو ويسترمان على موقع بروبوليرز (الإنجليزية)
- ليو ويسترمان على موقع سبورتس رفرنس (الإنجليزية)